# Roizy
Roizy és un municipi francès situat al departament de les Ardenes i a la regió del Gran Est. L'any 2007 tenia 242 habitants.

## Demografia

### Població
El 2007 la població de fet de Roizy era de 242 persones. Hi havia 93 famílies de les quals 19 eren unipersonals (4 homes vivint sols i 15 dones vivint soles), 27 parelles sense fills, 43 parelles amb fills i 4 famílies monoparentals amb fills.
La població ha evolucionat segons el següent gràfic:
Habitants censats

### Habitatges
El 2007 hi havia 108 habitatges, 95 eren l'habitatge principal de la família, 6 eren segones residències i 7 estaven desocupats. 98 eren cases i 10 eren apartaments. Dels 95 habitatges principals, 69 estaven ocupats pels seus propietaris, 20 estaven llogats i ocupats pels llogaters i 6 estaven cedits a títol gratuït; 1 tenia una cambra, 8 en tenien dues, 12 en tenien tres, 20 en tenien quatre i 54 en tenien cinc o més. 66 habitatges disposaven pel capbaix d'una plaça de pàrquing. A 45 habitatges hi havia un automòbil i a 39 n'hi havia dos o més.

### Piràmide de població
La piràmide de població per edats i sexe el 2009 era:
| Homes | Edats   | Dones |
| ----- | ------- | ----- |
| 0     | 95 o +  | 0     |
| 0     | 90 a 94 | 0     |
| 0     | 85 a 89 | 4     |
| 4     | 80 a 84 | 0     |
| 4     | 75 a 79 | 8     |
| 4     | 70 a 74 | 12    |
| 4     | 65 a 69 | 0     |
| 4     | 60 a 64 | 4     |
| 0     | 55 a 59 | 4     |
| 4     | 50 a 54 | 8     |
| 4     | 45 a 49 | 4     |
| 16    | 40 a 44 | 20    |
| 8     | 35 a 39 | 4     |
| 12    | 30 a 34 | 12    |
| 0     | 25 a 29 | 0     |
| 4     | 20 a 24 | 0     |
| 24    | 15 a 19 | 8     |
| 21    | 10 a 14 | 8     |
| 0     | 5 a 9   | 0     |
| 8     | 0 a 4   | 4     |

## Economia
El 2007 la població en edat de treballar era de 163 persones, 123 eren actives i 40 eren inactives. De les 123 persones actives 114 estaven ocupades (63 homes i 51 dones) i 9 estaven aturades (6 homes i 3 dones). De les 40 persones inactives 15 estaven jubilades, 14 estaven estudiant i 11 estaven classificades com a «altres inactius».

### Ingressos
El 2009 a Roizy hi havia 93 unitats fiscals que integraven 252,5 persones, la mediana anual d'ingressos fiscals per persona era de 18.371 €.

### Activitats econòmiques
Dels 4 establiments que hi havia el 2007, 2 eren d'empreses alimentàries, 1 d'una empresa de construcció i 1 d'una empresa de comerç i reparació d'automòbils.
L'únic servei als particulars que hi havia el 2009 era una fusteria.
L'únic establiment comercial que hi havia el 2009 era una peixateria.
L'any 2000 a Roizy hi havia 8 explotacions agrícoles que ocupaven un total de 825 hectàrees.

## Equipaments sanitaris i escolars
El 2009 hi havia una escola elemental integrada dins d'un grup escolar amb les comunes properes formant una escola dispersa.

## Poblacions més properes
El següent diagrama mostra les poblacions més properes.